# Fausto appetente die

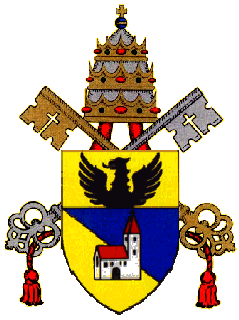
Wappen Papst Benedikts XV.

Mit der Enzyklika Fausto appetente die (lateinisch: Beim Nahen des glücklichen Tages), vom 29. Juni 1921, würdigte Papst Benedikt XV., aus Anlass des 700. Todestages, das Leben und Wirken des Heiligen Dominikus († 6. August 1221).

## Inhalt

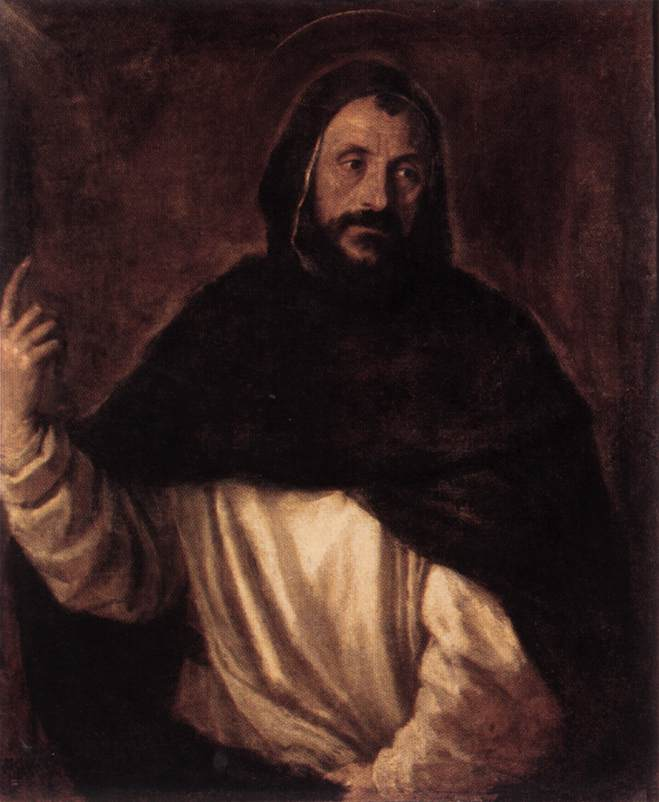
Tizian: Der Heilige Dominikus (ca. 1565)

Im Vorwort schreibt Papst Benedikt XV.: „Auf die Brüder dieses Ordens ist Verlass, sie werden die künftigen Kämpfer für den Glauben und wahre Leuchten für die Welt sein“, mit diesen Worten habe schon Papst Honorius III. (1216–1227) prophezeit, dass dieser von Dominikus gegründete Orden „als Verteidiger der Kirche dienen werde“.
Im nachfolgenden Text lobt er das Lebenswerk dieses Heiligen und bezeichnet ihn als „Prediger der Wahrheit“, weiterhin würde das Leben des heiligen Dominikus durch drei Wesensmerkmale gekennzeichnet: „Festigkeit in der Glaubenslehre, die große Treue eines Apostels und die Frömmigkeit zur Gottesmutter“.
Im weiteren Verlauf zählt der Papst herausragende Ereignisse aus dessen Leben auf, wozu auch seine Tätigkeit als Prediger in Toulouse und die Gründung des Ordens der Dominikaner hervorgehoben wird. Aus dem Dominikanerorden seien auch vier große Päpste hervorgegangen, der letzte war Papst Pius V. (1566–1572); die erste Sorge dieses Papstes war die Reform der Kirche.
Ganz bedeutend war für Benedikt XV. noch zu erwähnen, „dass es der Heilige Dominikus gewesen sei, der aus der Hand der jungfräulichen Gottesmutter Marie den Rosenkranz erhalten habe“. (Vergleiche hierzu auch: Apostolisches Schreiben „Parta humano generi“  von Papst Leo XIII. (1901).)
Zum Abschluss seines Apostolischen Rundschreibens spricht er von den hervorragenden Tätigkeiten der Dominikaner, insbesondere aber der Hilfe an den Notleidenden. In diesem Werk hätten sich besonders die Männer und Frauen des „Dritten Ordens“ hervorgetan und ganz im Sinne des Ordensgründers gehandelt.

## Textausgaben
- ACTA BENEDICTI PP. XV: EPISTOLA ENCYCLICA ... DE DCC NATALI SANCTI DOMINICI CELEBRANDO. BENEDICTUS PP. XV ... »Fausto appetente die«. In: Acta Apostolicae Sedis XIII. Jg. (1921), S. 329–335. [amtlicher lateinischer Text]
- Rundschreiben Papst Benedikts XV. vom 29. Juni 1921 FAUSTO APPETENTE. In: Heilslehre der Kirche. Dokumente von Pius IX. bis Pius XII. Deutsche Ausgabe des französischen Originals von P[aul] Cattin O.P. und H[umbert]-Th[omas] Conus O.P. besorgt von Anton Rohrbasser. Paulusverlag, Freiburg/Schw. 1953, S. 1169–1176.